# 萬和里
萬和里為台灣台北市文山區轄下一里，屬景美次分區。里名萬取自萬盛，和是吉祥語。

## 沿革
本地舊稱下溪洲，景美溪在匯入新店溪處有兩處大面積的沙洲，靠近上游的沙洲稱為頂溪州(今景慶里)，下游沙洲為下溪洲。
1749年(乾隆十四年)此地為同安浯洲人陳仲惠開闢。本地最早劃歸萬盛庄管轄，至1887年(清光緒十三年)隸屬台北府淡水縣萬盛庄。
至日治時期，1901年(明治三十四年)本地隸屬深坑廳景尾支廳萬盛庄，1920年(大正九年)調整為台北州文山郡深坑庄萬盛大字。
戰後，原屬台北縣深坑鄉萬盛村，至1968年隨景美區調整劃歸至台北市，1973年自萬盛里析出設置萬和里。後於1990年萬和里、萬康里合併，並隨行政區劃調整改為台北市文山區萬和里。
本地在1940至1950年代興建隆盛新村、建新新村、萬隆崇德新村、少康宿舍等眷村，後於1999年陸續改建為新式住宅。

## 里界
- 東至：以萬和1.2.3.公園與萬年里、萬隆里為界
- 西至：以新店溪與永和區相望
- 南至：以羅斯福路六段142巷與景仁里毗鄰
- 北至：羅斯福路五段師大分部與萬年里相接